# Miklós Rózsa
Miklós Rózsa (Boedapest, 18 april 1907 – Hollywood, 27 juli 1995) was een Amerikaans componist, muziekpedagoog, musicoloog en dirigent van Hongaarse geboorte. Voor bepaalde werken gebruikte hij het pseudoniem: Nic Tomay.

## Levensloop
Rózsa kreeg op 5-jarige leeftijd viool- en altvioollessen van zijn oom Lajos Berkovits in zijn geboortestad. Berkovits was lid van het orkest van de Koninklijke Hongaarse opera. Van zijn moeder, die een collega van Béla Bartók aan het conservatorium in Boedapest geweest was, leerde hij pianospelen. Op het gymnasium werd hij voorzitter van het "Ferenc Liszt-gezelschap" en zette zich voor de uitvoering van eigentijdse Hongaarse muziek in. De familie had een eigen huis in Nagylóc, noordelijk van Boedapest. Daar kwam hij met muziek van de plattelandsbevolking (boeren en zigeuners) in contact. Aldaar musiceerde hij met muzikanten en verzamelde melodieën. Op 7-jarige leeftijd schreef hij zijn eerste kleine stukken.
Van 1925 tot 1929 bezocht hij de Felix Mendelssohnschool voor muziek en theater te Leipzig en studeerde compositie bij Hermann Grabner, alsook aan de Universiteit Leipzig musicologie bij Theodor Kroyer. In 1929 gingen zijn Noord-Hongaarse Boerenliederen en -dansen, voor viool en orkest, op.5a in première.
In de lente van 1931 reisde Rózsa naar Parijs, waar hij kennis maakte met Arthur Honegger, Charles–Marie Widor en Pierre Monteux. In 1932 woonde hij in Parijs. Het jaar daarop ging zijn Thema, Variaties en Finale, voor orkest, op. 13 in Duisburg in première. Dit werk werd in de daarop volgende 3 jaren meer dan 60 keer in heel Europa uitgevoerd.
Voor de filmmaatschappij Pathé Nathan schreef Rózsa filmmuziek en talrijke fanfares onder zijn pseudoniem Nic Tomay.
Tussen 1935 en 1939 pendelde Rózsa voortdurend tussen Parijs en Londen. Zijn eerste verblijf in Londen begon met een gelukkig toeval. Kort naar zijn aankomst kreeg hij de opdracht, de muziek voor een Hongaarse balletproductie te schrijven. Het ballet, getiteld Hungaria, werd twee jaar met succes in Londen uitgevoerd. Omdat hij als student eenvoudig aan een verblijfsvergunning kwam, werd Rózsa student aan het Trinity College of Music in het vak koordirectie.
Toen de Franse regisseur Jacques Feyder in 1936 naar Londen kwam, ging hij samen met Rózsa naar de balletuitvoering van Hungaria en vroeg de jonge componist daarop, de muziek voor zijn film Knights without Armour te schrijven. In de filmstudio van de Hongaar Alexander Korda werden de contracten ondertekend. In zijn autobiografie schreef Rózsa later, dat toen zijn muzikaal dubbelleven begonnen is. A Double Life was ook de titel van deze, in 1982 gepubliceerde autobiografie, omdat hij zijn werk enerzijds voor de film, en anderzijds voor de concertzaal als muzikaal dubbelleven opvatte.
In 1937 en 1938 werd hij met de Franz-Joseph-Prijs van zijn geboortestad Boedapest onderscheiden.
In de zomer 1940 emigreerde hij naar de Verenigde Staten; hij woonde in Hollywood. De filmmuziek voor The Jungle Book was zijn eerste compositie in de nieuwe wereld. In 1943 dirigeerde hij zijn eerste concert met het bekende Hollywood Bowl Orchestra.
Vanaf 1945 doceerde hij aan de University of Southern California in Los Angeles. Een van zijn leerlingen was Jerry Goldsmith.
Voor de filmmuziek tot Spellbound (1945) en A Double Life (1947) werd hij in korte tijd twee keer met de Academy Award onderscheiden. Hij was dé componist bij MGM (Metro Goldwyn Mayer Studios) van 1949 tot 1962. Zijn bekendste compositie in dit genre is de filmmuziek voor de film Ben-Hur uit 1959. Voor deze filmmuziek kreeg hij zijn derde Oscar (Academy Award).

## Composities

### Werken voor orkest
- 1929 Rapsodie, voor cello en orkest, op.3
- 1929 Variaties op een Hongaars boerenlied, voor viool en orkest, op.4
- 1929 Noord-Hongaarse Boerenliederen en -dansen, voor viool en orkest, op.5a
- 1930 rev.1993 Symfonie, op.6, revisie C. Palmer, als op.6a;
- 1930 Scherzo, op.11
- 1932 rev.1932 Serenade, voor klein orkest, op.10, revisie als op.25;
- 1933 rev.1943 Thema, Variaties en Finale, op.13a
- 1943 rev.1957 Concert, voor strijkers, op. 17
- 1946 Hongaarse serenade, voor klein orkest, op.25
- 1947 Kaleidoscope, op.19
- 1948 3 Hongaarse schetsen, op.14
- 1952 De dochter van de wijnboer, 12 variaties op een Frans volksliedje, op. 23
- 1956 Vioolconcert, op. 24
- 1957 Overture voor een symfonisch concert, op.26
- 1959 Background to Violence-suite (uit de films: "Brute Force", "The Naked City" & "The Killers")
- 1964 Notturno Ungherese, op. 28
- 1966 Sinfonia concertante, op.29
- 1967 Pianoconcert, op.31
- 1971 Celloconcert, op.32
- 1972 Tripartita, op.33
- 1979 Altvioolconcert, op.37
- 1984 Spellbound Concerto, voor 2 piano’s en orkest
- 1984 New England Concerto, voor 2 piano’s en orkest (uit de films: Lydia and Time out of Mind)
- 1992 Andante, voor strijkorkest, op.22a

### Werken voor harmonieorkest
- 1951 "Triomfmars" uit de filmmuziek tot "Quo Vadis", voor harmonieorkest
- 1959 Spellbound concerto, voor twee piano's en harmonieorkest - bewerking: T. R. Bennett
- 1982 Fantasy, voor koperblazers, pauken en orgel
- El Cid, concertmars
- Concertouverture, voor harmonieorkest, op. 26
- Ouverture uit de filmmuziek tot "Ben Hur", voor harmonieorkest
- «Parade Of The Charioteers» uit de film "Ben Hur"

### Muziektheater

#### Balletten
- 1935 Hungaria - voor de Markova-Dolin company in Londen

### Muziek voor films
- 1937 Knight without Armour
- 1937 Thunder in the City
- 1937 The Squeaker/Murder on Diamond Row
- 1938 The Divorce of Lady X
- 1939 The 4 Feathers
- 1939 On the Night of Fire
- 1939 The Spy in Black
- 1939 Ten Days in Paris
- 1940 The Thief of Bagdad - (On), suite 1940;
- 1941 Lydia - (On)
- 1941 Sundown - (On)
- 1941 That Hamilton Woman
- 1941 New Wine
- 1942 To Be or Not to Be
- 1942 Jungle Book - (On) (bewerkt voor concertuitvoering als Jungle Book Suite)
- 1942 Jacare
- 1943 Five Graves to Cairo
- 1943 Sahara
- 1943 So Proudly we Hail!
- 1943 The Woman of the Town - (On)
- 1944 Dark Waters
- 1944 Double Indemnity - (On)
- 1944 The Hour before Dawn
- 1944 The Man in Half Moon Street
- 1944 Ministry of Fear
- 1945 Blood on the Sun
- 1945 Lady on a Train
- 1945 The Lost Weekend - (On)
- 1945 A Song to Remember - (On)
- 1945 Spellbound - (O) (bewerkt als Spellbound concerto);
- 1946 Because of Him
- 1946 The Killers (On)
- 1946 The strange Love of Martha Ivers
- 1947 Brute Force
- 1947 Desert Fury
- 1947 The Macomber Affair
- 1947 The Other Love
- 1947 The Red House
- 1947 Song of Sheherazade
- 1947 Time out of Mind
- 1947 A Woman’s Vengeance
- 1948 A Double Life - (O)
- 1948 Command Decision
- 1948 Kiss the Blood of my Hands
- 1948 The Naked City
- 1948 Secret Beyond the Door
- 1949 Adam’s Rib
- 1949 The Bribe
- 1949 Criss Cross
- 1949 Edward, My Son
- 1949 East Side, West Side
- 1949 Madame Bovary
- 1949 The Red Danube
- 1950 The Asphalt Jungle
- 1950 Crisis
- 1950 The Minniver Story
- 1951 The Light Touch
- 1951 Quo Vadis? (On);
- 1952 Ivanhoe (On)
- 1952 Plymouth Adventure (gearrangeerd als The May-flower: Symphonic Picture (1985);
- 1953 Julius Caesar (On)
- 1953 Young Bess
- 1953 The Story of Three Loves
- 1953 All the Brothers Were Valiant
- 1954 Knights of the Round Table
- 1954 Crest of the Wave
- 1954 Green Fire
- 1954 Men of the Fighting Lady
- 1954 Valley of the Kings
- 1955 The King’s Thief
- 1955 Moonfleet
- 1956 Bhowani Junction
- 1956 Diana
- 1956 Lust for Life
- 1956 Tribute to a Bad Man
- 1957 The 7th Sin
- 1957 Something of a Value
- 1957 Tip on a Dead Jockey
- 1958 A Time to Love and a Time to Die
- 1958 The World, The Flesh and The Devil
- 1959 Ben-Hur (O)
- 1961 King of Kings
- 1962 El Cid (2 On)
- 1962 Sodom and Gomorrha
- 1963 The VIP’s (ook bekend als "Hotel International")
- 1968 The Green Berets
- 1968 The Power
- 1969 The Private Life of Sherlock Holmes
- 1973 The Golden Voyage of Sinbad
- 1977 The Private Files of J. Edgar Hoover
- 1977 Providence
- 1978 Fedora
- 1979 Last Embrace
- 1979 Time after Time
- 1981 Eye of the Needle
- 1982 The Atomic Cafe
- 1982 Dead Men don’t Wear Plaid
- 1987 Dragnet
- 1989 Gesucht: Monika Ertl
- 1993 Manhattan Murder Mystery
- 1994 Cops and Robbersons

### Legenda
- (On): genomineerd voor een Oscar
- (O): winnaar van een Oscar

## Publicaties
- The Music of the Movies, AFI Seminar, February 15, 1984 (8:00 pm.). Tape recording of the seminar is held at the AFI/Louis B. Mayer Library (Los Angeles)
- A Double Life. The Autobiography of Miklós Rózsa, Composer in the Golden Years of Hollywood, Tunbridge Wells [...]: Midas Books [...] 1982. - Repr. New York: Wynwood Press 1989., 224 p., ISBN 0-85936-209-4
- Eletem történeteiből. (Von den Geschichten meines Lebens), Budapest: Zeneműkiadó 1980. 177 p., ISBN 963-330-354-0